# Deutsche Ringermeisterschaften 1912
Die 9. Deutschen Ringermeisterschaften wurden 1912 im griechisch-römischen Stil ausgetragen. 

## Ergebnisse

### Federgewicht
| Platz | Sportler        | Stadt/Verein |
| ----- | --------------- | ------------ |
| 1     | Willi Harm      | Möhringen    |
| 2     | Willi Tritsch   | Offenbach    |
| 3     | Xaver Brumbauer | Höchst       |

### Leichtgewicht
| Platz | Sportler        | Stadt/Verein      |
| ----- | --------------- | ----------------- |
| 1     | Edmund Buchal   | Frankfurt am Main |
| 2     | August Witt     | Essen             |
| 3     | Heinrich Nilhas | Ruhla             |

### Mittelgewicht
| Platz | Sportler        | Stadt/Verein  |
| ----- | --------------- | ------------- |
| 1     | Julius Maier    | Untertürkheim |
| 2     | Heinrich Ketzer | Duisburg      |
| 3     | Adolf Kurz      | Stuttgart     |

### Schwergewicht
| Platz | Sportler        | Stadt/Verein |
| ----- | --------------- | ------------ |
| 1     | Arthur Sillmann | Emmendingen  |
| 2     | Max Reitmeier   | Nürnberg     |
| 3     | Adam König      | Mannheim     |